# Gran Premio motociclistico di Francia 1972
Il Gran Premio motociclistico di Francia fu il terzo appuntamento del motomondiale 1972.
Si svolse il 7 maggio 1972 presso il Circuito di Clermont-Ferrand alla presenza di 50.000 spettatori. Corsero tutte le categorie, meno la 50.
Seconda "battuta a vuoto" stagionale per Giacomo Agostini in 350, gara terminata al quarto posto a oltre due minuti dal vincitore Jarno Saarinen. "Ago" si rifece in 500.
Vittoria per Phil Read in 250 davanti a Renzo Pasolini.
Seconda vittoria consecutiva (con giro più veloce) per Gilberto Parlotti con la Morbidelli 125.
Nei sidecar prima vittoria per Heinz Luthringshauser.

## Classe 500
35 piloti alla partenza.

### Arrivati al traguardo
| Pos. | Pilota              | Moto      | Tempo        | Punti |
| ---- | ------------------- | --------- | ------------ | ----- |
| 1    | Giacomo Agostini    | MV Agusta | 1h 05' 47" 3 | 15    |
| 2    | Christian Bourgeois | Yamaha    | +1' 49" 2    | 12    |
| 3    | Rob Bron            | Suzuki    | +2' 28" 2    | 10    |
| 4    | Bruno Kneubühler    | Yamaha    | +2' 28" 4    | 8     |
| 5    | André Pogolotti     | Suzuki    | +2' 43"      | 6     |
| 6    | Bosse Granath       | Husqvarna | +2' 52" 2    | 5     |
| 7    | Billie Nelson       | Yamaha    | +2' 53" 2    | 4     |
| 8    | Guido Mandracci     | Suzuki    | +3' 01" 1    | 3     |
| 9    | Kurt-Ivan Carlsson  | Yamaha    | +3' 07" 3    | 2     |
| 10   | Kim Newcombe        | König     | +3' 20" 3    | 1     |
| 11   | Christian Leon      | Kawasaki  |              |       |
| 12   | Steve Ellis         | Yamaha    |              |       |
| 13   | Ron Chandler        | Kawasaki  |              |       |
| 14   | Kaarlo Koivuniemi   | Kawasaki  |              |       |
| 15   | Jean-Paul Passet    | Kawasaki  |              |       |
| 16   | Hans-Otto Butenuth  | BMW       |              |       |
| 17   | Jacques Roca        | Suzuki    |              |       |

## Classe 350

### Arrivati al traguardo
| Pos. | Pilota               | Moto      | Tempo        | Punti |
| ---- | -------------------- | --------- | ------------ | ----- |
| 1    | Jarno Saarinen       | Yamaha    | 1h 10' 13" 9 | 15    |
| 2    | Teuvo Länsivuori     | Yamaha    | +30"         | 12    |
| 3    | Renzo Pasolini       | Aermacchi | +2' 15" 8    | 10    |
| 4    | Giacomo Agostini     | MV Agusta | +2' 16" 1    | 8     |
| 5    | János Drapál         | Yamaha    |              | 6     |
| 6    | Dieter Braun         | Yamaha    |              | 5     |
| 7    | Eduardo Celso-Santos | Yamaha    |              | 4     |
| 8    | Bruno Kneubühler     | Yamaha    |              | 3     |
| 9    | Michel Rougerie      | Aermacchi | +1 giro      | 2     |
| 10   | Bosse Granath        | Yamaha    |              | 1     |

## Classe 250

### Arrivati al traguardo
| Pos. | Pilota              | Moto      | Tempo        | Punti |
| ---- | ------------------- | --------- | ------------ | ----- |
| 1    | Phil Read           | Yamaha    | 1h 01' 24" 9 | 15    |
| 2    | Renzo Pasolini      | Aermacchi | +18" 1       | 12    |
| 3    | Hideo Kanaya        | Yamaha    |              | 10    |
| 4    | Jarno Saarinen      | Yamaha    |              | 8     |
| 5    | Werner Pfirter      | Yamaha    |              | 6     |
| 6    | Teuvo Länsivuori    | Yamaha    |              | 5     |
| 7    | Walter Sommer       | Yamaha    |              | 4     |
| 8    | Christian Bourgeois | Yamaha    |              | 3     |
| 9    | Dieter Braun        | Maico     |              | 2     |
| 10   | Börje Jansson       | Derbi     |              | 1     |

## Classe 125

### Arrivati al traguardo
| Pos. | Pilota            | Moto       | Tempo     | Punti |
| ---- | ----------------- | ---------- | --------- | ----- |
| 1    | Gilberto Parlotti | Morbidelli | 57' 08" 6 | 15    |
| 2    | Chas Mortimer     | Yamaha     | +17" 5    | 12    |
| 3    | Börje Jansson     | Maico      | +20"      | 10    |
| 4    | Dave Simmonds     | Kawasaki   | +22" 3    | 8     |
| 5    | Thierry Tchernine | Yamaha     |           | 6     |
| 6    | Harald Bartol     | Suzuki     |           | 5     |
| 7    | Ramon Jimenez     | Yamaha     |           | 4     |
| 8    | Seppo Kangasniemi | Maico      |           | 3     |
| 9    | Michel Rougerie   | Aermacchi  |           | 2     |
| 10   | Matti Salonen     | Yamaha     |           | 1     |

## Classe sidecar

### Arrivati al traguardo
| Pos | Pilota                | Passeggero         | Moto        | Tempo     | Punti |
| --- | --------------------- | ------------------ | ----------- | --------- | ----- |
| 1   | Heinz Luthringshauser | Hans-Jürgen Cusnik | BMW         | 55' 06" 7 | 15    |
| 2   | Siegfried Schauzu     | Wolfgang Kalauch   | BMW         |           | 12    |
| 3   | Richard Wegener       | Adi Heinrichs      | BMW         |           | 10    |
| 4   | Tony Wakefield        | Alex MacFadzean    | BMW         |           | 8     |
| 5   | Rolf Steinhausen      | Werner Kapp        | König       |           | 6     |
| 6   | Wolfgang Klenk        | Norbert Scherer    | BMW         |           | 5     |
| 7   | Michel Pourcelet      | Claude Domin       | BMW         |           | 4     |
| 8   | Bill Currie           | Keith Scott        | GSM-Weslake |           | 3     |
| 9   | Willy Meier           | Hansueli Gehrig    | BMW         |           | 2     |
| 10  | Marcel Maire          | Marc Kaufmann      | BMW         |           | 1     |

## Fonti e bibliografia
- "Motor" n° 19 del 12 maggio 1972, pagg. 762-764 e n° 20 del 19 maggio 1972
- Risultati della 500 su autosport.com, su autosport.com.